# Tumultos da Irlanda do Norte em 2011
Os tumultos da Irlanda do Norte em 2011 foram uma série de tumultos entre 20 de junho de 2011 e 16 de julho de 2011, começando originalmente em Belfast, antes de se espalhar para outras partes da Irlanda do Norte. Eles foram iniciados pela Força Voluntária do Ulster.

## Revoltas de junho
A violência sectária começou por volta das 21 horas (horário de Brasília) na noite de segunda-feira, 20 de junho, quando um grande número de fiéis se transferiu das áreas unionistas de Mount e Castlereagh Street para o enclave nacionalista de Short Strand. Isso provocou uma resposta dos nacionalistas. O chefe de polícia assistente do Serviço de Polícia da Irlanda do Norte (PSNI), Alistair Finlay, disse que cerca de 500 a 600 pessoas estiveram envolvidas nos tumultos. De acordo com o PSNI, diz-se que os tumultos foram inicialmente instigados pela Força Voluntária do Ulster (UVF).
Os confrontos viram vários objetos perigosos, como bombas de gasolina, tijolos, garrafas, fogos de artifício e bombas de fumaça lançadas por ambos os lados, no que a polícia descreveu como "ataque de alto nível, ameaçador, organizado, sério e constante" na desordem". Em um certo momento, seis tiros foram disparados da área nacionalista de Short Strand, seguidos por cerca de cinco tacadas do lealista Pitt Park. Dois tiros atingiram um Land Rover da polícia no que o PSNI alegou ter sido tentativa de assassinato de seus oficiais. Um oficial sofreu ferimentos nos olhos quando uma caneta laser estava sendo usada para cegar oficiais.
Os distúrbios em Short Strand foram descritos pelos políticos como a pior violência na área em uma década.
Na noite de terça-feira, durante mais confrontos entre sindicalistas e nacionalistas, cerca de 700 pessoas estavam envolvidas. Um fotógrafo foi baleado na perna por um atirador da área nacionalista, que a polícia culpou os republicanos dissidentes.
Na quarta-feira, 22 de junho, houve discussões entre representantes da comunidade, políticos e figuras legalistas e nacionalistas. O resultado final foi que ambos os lados policiassem suas próprias comunidades para evitar mais violência. Mais tarde naquela noite a área foi pacífico, apesar de grupos unionistas e nacionalistas - retido por marechais comunidade - sendo envolvido por várias horas em um impasse no final Mountpottinger Estrada do Short Strand até por volta de 01:30 na quinta-feira manhã. Marechais nacionalistas intervieram para impedir que jovens nacionalistas atacassem os Land Rovers da polícia.
Uma mulher de 20 anos foi presa por suspeita de possuir uma arma ofensiva e agredir a polícia, que foi seguida na quarta-feira pela prisão de um homem de 22 anos de idade de Belfast, em relação aos tumultos.

## Revoltas de julho
Um motim eclodiu em 01 de julho de 2011 em Castlereagh Street e Mountpottinger Road, onde a polícia usou canhões de água novamente para parar de tumultos continuando na noite.[carece de fontes?]
Em 9 de julho, manifestantes legalistas atacaram o PSNI em Ballyclare depois que o PSNI retirou bandeiras da União e paramilitares de fora de uma igreja católica.
Os tumultos esperados eclodiram em 11 de julho e manifestantes nacionalistas atacaram o PSNI nas áreas de Oldpark e Broadway, em Belfast. A nova extensão de 9 milhões de libras do Royal Victoria Hospital foi danificada. Acredita-se que os tiros foram disparados.
Mais tumultos esperados eclodiram no dia seguinte em áreas nacionalistas do norte e do sul de Belfast, após os desfiles anuais da Ordem Laranja de 12 de Julho. Problemas também ocorreram em Derry, onde a polícia alegou que pessoas tão jovens quanto dez estavam envolvidas. O PSNI foi criticado por lidar com os distúrbios.
Em 15 de julho, a polícia em Portadown foi atacada com um tumulto envolvendo cerca de 100 pessoas. Os imigrantes foram forçados a fugir da Irlanda do Norte quando sua casa foi atacada por fiéis em uma área católica. No dia seguinte, em Corcine, Portadown, houve mais distúrbios e tumultos.